# Атанасије Кијоски
Атанасије Кијоски је православни новомученик и светитељ из 17. века.
Православна црква празнује светог Атанасија 24. јула.

## Биографија
Био је родом из града Киоса, Никејска област. Био је ожењен и имао је децу. Припадао је старешинама општине. Када су 1670. године османске власти наметнуле нове порезе хришћанима, тражио је од Турака у региону да смање намете. Ухапшен је и одведен у Цариград. Тамо је лажн оптужен да је обећао да ће прећи на ислам, и да јо то одрекао. Био је затворен и мучен по везировом наређењу, а како је и поред мучења остао хришћанин и одбио прелазак на ислам, био је посечен.
Пострадао је на Пармакапији у Цариграду 24 јула 1670 године.